# Boston (Texas)
Boston önkormányzat nélküli település és megyeszékhely az USA Texas államában. Lakosainak száma 200 fő (2000).

## Népesség
A település népességének változása:

| 1990 | 200 |
| 2000 | 200 |